# Шляпино (Шарканський район)
Шля́пино (рос. Шляпино) — присілок у складі Шарканського району Удмуртії, Росія.

## Населення
Населення — 22 особи (2010; 29 у 2002).
Національний склад станом на 2002:
- удмурти — 97 %

## Урбаноніми[3]
- вулиці — Нова, Садова